# Civia
El Civia és un nou tipus de material rodant autopropulsat destinat al servei de viatgers, en trens de rodalia, desenvolupat per CAF per a Renfe.
Posteriorment Alstom ha desenvolupat de forma independent un tren tipus CIVIA partint del disseny original de CAF i Siemens, però amb equips de tracció i control d'auxiliars d'Alstom.
El concepte de tren parteix de Renfe, posant l'accent principalment en la comoditat per a l'usuari; a més són els primers trens de pis baix, ideals per a persones de mobilitat reduïda (PMR). Va entrar en servei durant l'any 2004.

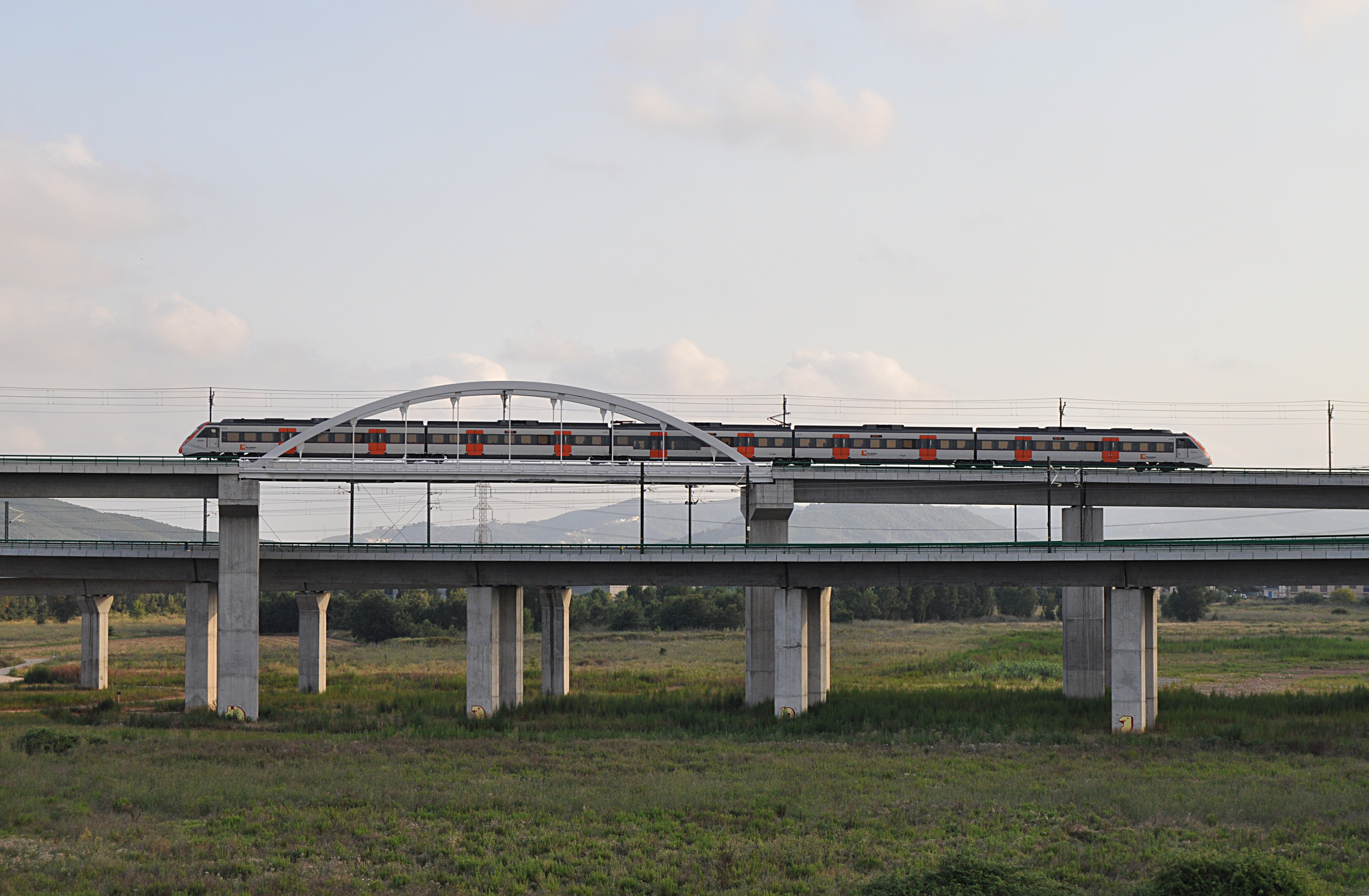
Un automotor elèctric Civia 465, que realitza un servei R8 de Rodalies de Catalunya amb destinació Granollers Centre, entra a l'enllaç del Nus de Mollet que uneix la línia 246 Castellbisbal - Mollet-Sant Fost i l'estació de Mollet-Sant Fost.

La numeració d'aquests trens seria 462, 463, 464 i 465, però en poder barrejar-se totes les sèries, es va decidir agrupar tots ells amb el nom de Civia. Són l'evolució dels trens de les sèries 446 i 447.
Actualment, existeixen les unitats 462, 463, 464 i 465 de 2, 3, 4 i 5 cotxes, respectivament, agrupades en 4 sèries CIVIA I, CIVIA II, CIVIA III i CIVIA IV (CAF-Siemens) i CIVIA Modular II, III i IV (Alstom) (el CIVIA Modular I fabricat per Alstom és de disseny CIVIA I de CAF-Siemens). Fa poc s'han engegat els Civias V.
La renovació del gran parc dels trens destinats a prestar serveis de rodalia en els grans nuclis de població, que actualment són prestats principalment per unitats de les sèries 440, 446 i 447, utilitzats de manera intensiva a causa de la creixent demanda en aquest tipus de serveis, especialment en els serveis prestats per les unitats de la sèrie 440, la vida útil de la qual sembla que arriba a la seva fi donada el seu llarg període en actiu (40 anys en servei) que les ha portat a ser considerades com amortitzades i en molts casos transformades en major o menor grau, és el motiu de l'aparició d'aquest relleu tecnològic.

## Tecnologia
El concepte de tren Civia neix amb l'objectiu de satisfer els màxims requeriments de comoditat i qualitat, així com de complir els objectius de fiabilitat, freqüència i puntualitat de les circulacions. El 28 de setembre de 2002, Renfe va procedir a l'adquisició de 14 trens que ja estan prestant servei. Aquests trens especificats per Renfe han estat dissenyats per CAF, i fabricats per CAF i Alstom, els qui han aportat la seva capacitat tecnològica i estructura empresarial adaptant-se als requeriments i sol·licituds de Renfe. La velocitat màxima a la qual circulen és de 120 km/h, encara que estan dissenyats per aconseguir 160 km/h amb algunes reformes.

## Modul·laritat
Una de les característiques dels trens Civia és el seu modul·laritat, la qual cosa els permet adequar el nombre de cotxes de la unitat a la demanda existent. D'aquesta manera els trens poden estar formats per dos, tres, quatre o cinc cotxes, existint únicament quatre tipus de cotxe amb els quals formar aquestes composicions.
Els canvis en les composicions s'efectuarien en els tallers en un termini mitjà de temps, agregant cotxes segons la necessitat del nucli urbà on donin servei.
Els tipus de cotxes existents són:
- A1 - Cotxe extrem amb cabina de conducció i pis normal.
- A2 - Cotxe extrem amb cabina de conducció i pis normal.
- A3 - Cotxe intermedi amb W.C. i pis baix.
- A4 - Cotxe intermedi amb pis normal.

El cotxe de tipus A3 té l'altura del seu pis adaptada a la mateixa altura de les andanes de la xarxa de Rodalia a fi de facilitar l'entrada a persones amb mobilitat reduïda.
Al seu torn, els diferents tipus de cotxes se sustenten sobre dos tipus de bogies, denominats BR i BM. El bogie BR és el bogie destinat al Bogie Remolc Extrem; el bogie BM és el Bogie Motor, compartit per cada dos cotxes intermedis. En estar pràcticament tots els bogies motoritzats, les prestacions del tren es mantenen independentment del nombre de cotxes que formi la unitat.
Amb aquests quatre tipus de cotxe i d'acord amb la numeració O.I.C. es formaran les sèries de material 462, 463, 464 i 465, segons el nombre de cotxes que portin. El fet de poder formar diferents sèries, segons la combinació de cotxes de la unitat, dificultarà el seguiment de les diferents unitats formades a cada moment, ja que no es podrà parlar d'un parc concret d'unitats d'una sèrie determinada, sinó més aviat d'un conjunt de cotxes capaços de formar diferents vehicles ferroviaris.
Tots els trens Civia, sigui el que sigui el seu nombre de cotxes, tindran les mateixes prestacions funcionals, comercials i de confort, així com idèntiques prestacions de tracció i fre. Al seu torn, qualsevol tren Civia podrà circular acoblat amb comandament múltiple a qualsevol altre tren Civia d'igual o diferent nombre de cotxes, sense restriccions tècniques o comercials.

## Caixa

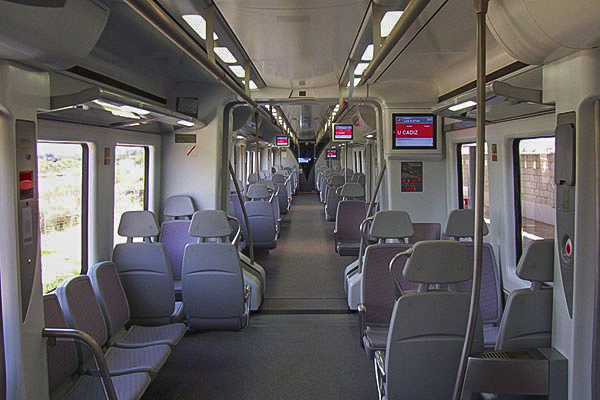
Interior d'un tren Civia.

Estructuralment, les caixes estan construïdes amb perfils d'alumini de grans dimensions soldats entre si, formant amb xapes del mateix material l'estructura autoportant del cotxe. Les testeres frontals estan realitzades en polièster reforçat amb fibra de vidre i dispositius anticlimber amb absorció d'energia. L'espai interior està dedicat íntegrament al seu ús comercial, excepte els vehicles A1, on es troben les cabines de conducció, i els cotxes A2 on a més s'han situat alguns armaris de control. Les portes d'accés a la unitat tenen un pas lliure d'1.300 mm, a l'interior tots els cotxes es comuniquen entre si mitjançant un passadís diàfan sense portes.
En el cotxe A3, s'ha adaptat l'àrea de pis baix per PMR, ubicació de bicicletes i el W.C.; l'accés a l'andana es facilita mitjançant rampes automàtiques. L'interior de la caixa s'ha revestit amb panells modelats en resines fenòliques, alumini i materials estratificats. La il·luminació està formada per dues línies longitudinals de fluorescents amb punts de llum sobre els maleters. El sistema d'aire condicionat/calefacció s'ha substituït per un sistema de climatització ambiental, instal·lat en cada vehicle, reforçant-se el sistema de calefacció amb escalfadors a nivell del pis del departament. Les cabines de conducció disposen d'un equip de climatització independent i autònom controlat a voluntat pel maquinista. La informació al viatger consta de sis monitors TFT per cotxe, dos d'ells de 17" i quatre de 15", on es facilitarà informació referent a enllaços, publicitat comercial i missatges. En el frontal i en els costats exteriors existeixen teleindicadores per a informació de la destinació. Interiorment existeix megafonia i música ambiental amb reproductor MP3. En els últims cotxes rebuts, es poden apeciar unes quantes novetats de cara a l'usuari i que es troben principalment en el nucli de la rodalia de Madrid: En primer lloc, els nous cotxes rebuts compten amb un to de xiulet diferent a la resta, i compten amb senyal acústic indicatiu que el tren s'ha detingut en l'estació i va a procedir a obrir les portes. Avui dia, tota la sèrie compta amb aquest so. Mentre aquest to sona, (conegut com a "Sirena d'ambulància" per alguns afeccionats al ferrocarril), s'il·lumina una banda de llums LED en la part inferior de la porta, perquè es distingeixi millor l'estrep desplegable, el qual està pintat amb una vora groga. D'altra banda, els monitors TFT de l'interior posseeixen més resolució i s'han solucionat en part (no del tot) els errors del sistema que provoquen que el sistema d'informació al viatger es reiniciï i indiqui erròniament la capçalera de la qual parteix el tren en comptes de la següent estació. Des de fa poc, es treballa en una nova versió, la qual s'empra als trens reformats de la sèrie 447, basada en el sistema operatiu Linux, en el qual s'ofereix informació al viatger de manera constant sense interrupcions, en tots dos idiomes i amb una font de grandària major.
Una altra dada relativa a la informació al viatger és que aquest material anuncia els missatges d'avís de parada de forma més clara que els seus predecessors 446/447, de tal forma que el viatger percep a quina estació arribarà amb total nitidesa.
En el nucli de la rodalia de Madrid, aquesta sèrie és l'única que transmet informació a l'usuari tant en espanyol com en anglès (Anunci de propera estació i altres avisos, exceptuant la publicitat comercial de Renfe Rodalia) si bé és cert que en alguns casos, la traducció a aquest últim idioma deixa molt a desitjar, sobretot quan són estacions sense correspondència. En altres casos, es deixen sense traduir les marques comercials de Renfe (Rodalia, AVE, Llarga i Mitjana Distància) en ser considerats noms propis. Per a l'idioma anglès s'ha utilitzat la megafonia habitual de la sèrie 449 i la sèrie 599 de Renfe.

Dibuix esquemàtic d'un Civia.

## Sistemes embarcats
Els trens Civia disposen de:
- sistemes de seguretat tipus ASFA, ASFA Digital (en instal·lació actualment) i ERTMS (en instal·lació actualment).

- equip CCTV

- equip comptapersones (CUPER)

- equip d'informació al viatger (videoinformació + àudio + cartells exteriors)

- equip de comunicacions (GSM, GPS) i radio tren-terra FM

- equip de control monitoratge de tren (TCMS): CAF (Cosmos) o Alstom.